# Toine Hezemans
Toine Hezemans, né le 14 avril 1943 à Eindhoven, est un ancien pilote automobile néerlandais. Il a remporté un grand nombre de courses dont les 24 Heures de Daytona et les 24 Heures de Spa. Après sa carrière de pilote, il a fondé Carsport une structure de préparation automobile qui a collaboré avec plusieurs écuries.
Son fils Mike Hezemans est aussi devenu un pilote automobile.

## Biographie

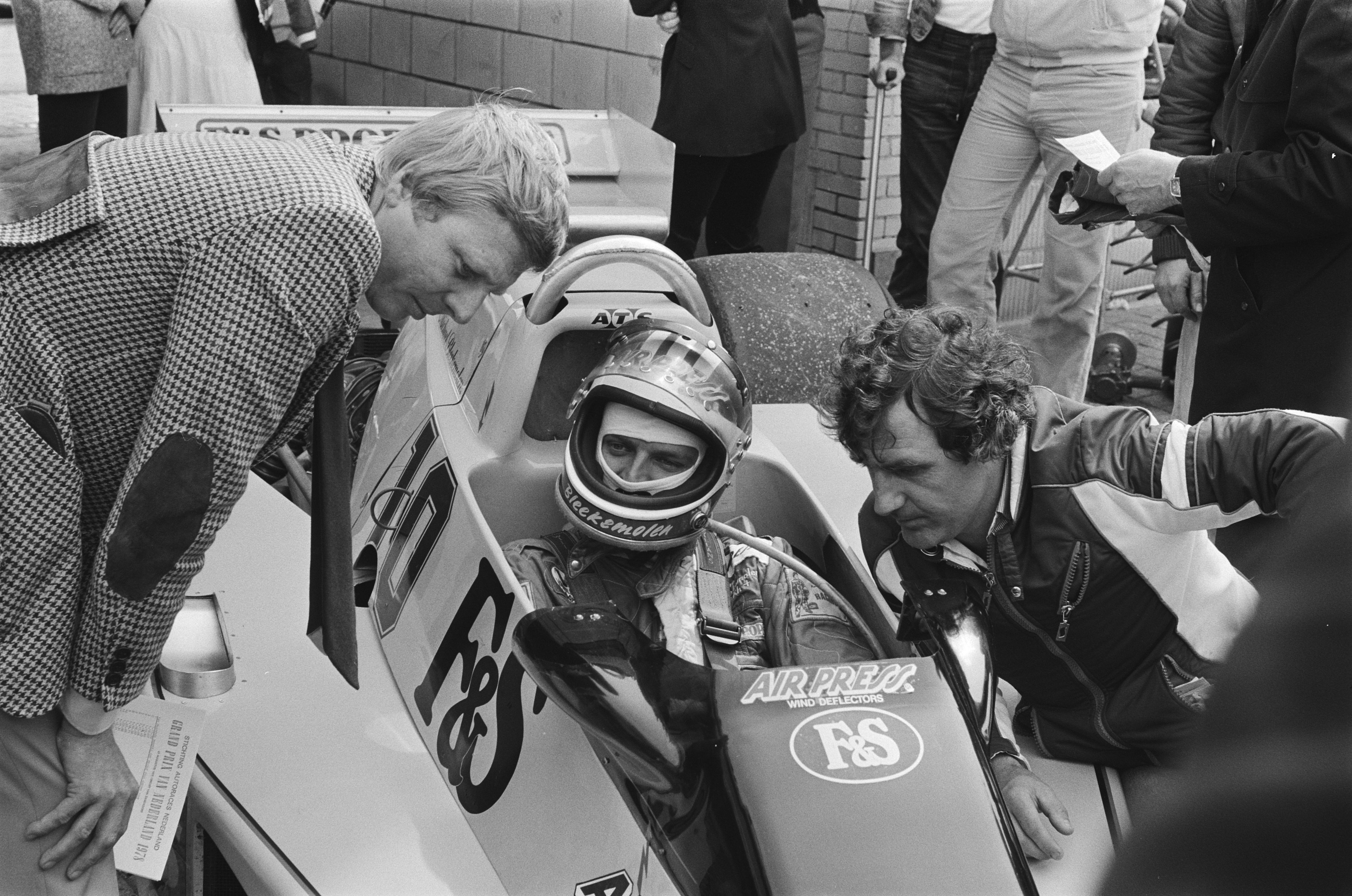
Toine Hezemans, à droite, au GP des Pays-Bas en 1978.

Toine est l'un des trois pilotes de la famille Hezemans, renommée internationale du sport automobile. Son père, Mathieu, a couru l'édition 1956 des 24 Heures du Mans aux côtés de Carel Godin de Beaufort au volant d'une Porsche 550A/4 RS. Le fils de Toine, Mike Hezemans, est également pilote automobile. En plus de la famille Andretti (Mario, Michael et Marco), les Hezemans forment une seconde famille de pilotes, où grand-père, père et fils ont tous trois participé à une édition des 24 Heures du Mans. Il remporte également des victoires en catégorie TS et GTS, respectivement en 1973 et 1975.
Toine Hezemans a principalement fondé sa notoriété dans les voitures de sport et les courses d'endurance, où il s'est imposé rapidement dans la discipline dès les années 1960 jusqu'à la fin des années 1970. Il connait sa première victoire internationale en 1967 lors du Grand Prix d'Hockenheim sur Abarth, une course GT qui comptait pour le Championnat du monde des voitures de sport. En 1970, Toine change de constructeur pour le compte d'Alfa Romeo afin de prendre part au championnat d'Europe des voitures de tourisme. Signant quatre victoires avec une Alfa Romeo 2000 GTAm, il devient d'entrée champion d'Europe des voitures de tourisme. Un succès qu'il réitère trois ans plus tard, pour le compte de BMW. En 1971, il remporte, conjointement avec Nino Vaccarella, la Targa Florio. À deux reprises, il gagne haut la main les 1000 km du Nürburgring en 1977 et 1978, ainsi que les 24 Heures de Spa en 1973, les 24 Heures de Daytona et les 6 Heures de Watkins Glen en 1978.
Il fit des apparitions victorieuses en Championnat allemand des voitures de tourisme, augmentant sa popularité aux yeux des amateurs et professionnels du sport automobile. Après une quinzaine d'années au plus haut niveau des compétitions de voitures de tourisme, il décide de raccrocher les gants en 1979.

## Palmarès

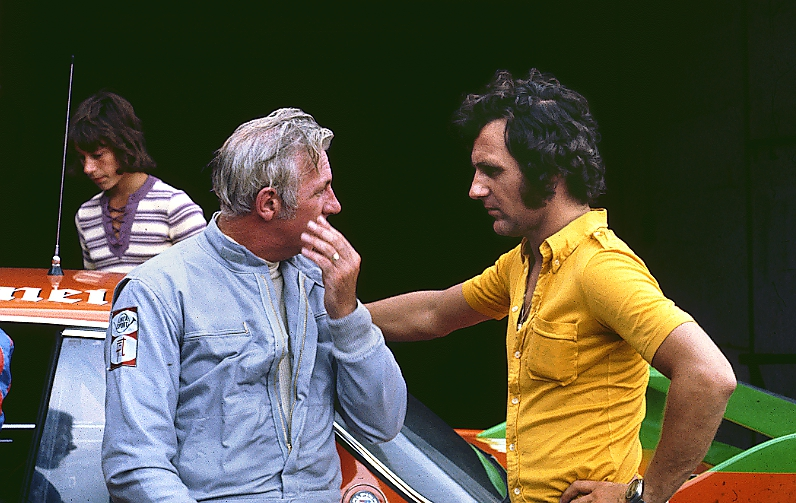
Brian Muir et Toine Hezemans en 1973 au Nurburgring

- Vainqueur du Zandvoort Trophy en 1968 et 1969 (ETCC - division 3)
- Vainqueur des 6 Heures du Nürburgring tourisme en 1969 (ETCC)
- Vainqueur du Championnat d'Europe FIA des voitures de tourisme en 1970 et 1973 (ETCC: 4 Heures de Monza, GP de Budapest, de Brno, 4 Heures de Jarama, 4 Heures de Monza, 4 Heures de Zandvoort, 6 Heures du Paul-Ricard)
- Vainqueur de la Targa Florio en 1971
- Vainqueur des 24 Heures de Spa en 1973
- Vainqueur des 24 Heures du Mans dans la catégorie TS en 1973 et dans la catégorie GTS en 1975
- Vainqueur du Championnat d'Europe GT en 1976
- Vainqueur des 1000 km du Nürburgring en 1977 et 1978
- Vainqueur des 24 Heures de Daytona en 1978
- Vainqueur des 6 Heures de Watkins Glen en 1978
- Vainqueur des 6 Heures de Mugello en 1978

## Résultats aux 24 Heures du Mans
| Année | Voiture                 | Équipe                    | Équipiers                                            | Résultat                            |
| ----- | ----------------------- | ------------------------- | ---------------------------------------------------- | ----------------------------------- |
| 1970  | Alfa Romeo T33/3        | Autodelta SpA             | Masten Gregory                                       | Abandon                             |
| 1973  | BMW 3.0CSL              | BMW Motorsport            | Dieter Quester                                       | 11e et vainqueur de la catégorie TS |
| 1975  | Porsche 911 Carrera RSR | Gelo Racing Team          | Gijs van Lennep / Manfred Schurti / John Fitzpatrick | 5e et vainqueur de la catégorie GTS |
| 1976  | Porsche 934             | Gelo Racing Team          | Tim Schenken                                         | 16e                                 |
| 1977  | Porsche 935             | Gelo Racing Team          | Tim Schenken / Hans Heyer                            | Abandon                             |
| 1978  | Porsche 935/77          | Weisberg Gelo Racing Team | John Fitzpatrick                                     | Abandon                             |